# Großer Preis von Kanada 1983
Der Große Preis von Kanada 1983 (offiziell XXII Grand Prix du Canada) fand am 12. Juni auf dem Circuit Gilles Villeneuve in Montreal statt und war das achte Rennen der Formel-1-Weltmeisterschaft 1983.

## Berichte

### Hintergrund
Eine Woche nach dem Großen Preis der USA Ost war RAM Racing beim achten WM-Lauf des Jahres wieder vertreten. Jacques Villeneuve, der Bruder des im Vorjahr tödlich verunglückten Gilles Villeneuve, nach dem die Rennstrecke in seiner Heimat inzwischen benannt worden war, trat als Gaststarter für das Team an, verfehlte jedoch ebenso wie bei seinen ersten beiden Versuchen für Arrows beim Großen Preis von Kanada 1981 und dem darauffolgenden Großen Preis von Las Vegas die Qualifikation. Es war das letzte Mal, dass er für einen Grand Prix gemeldet wurde.
Alain Prost bestritt seinen 50. Grand Prix.

### Training
René Arnoux sicherte zum zweiten Mal innerhalb einer Woche die Pole-Position. In der Startaufstellung folgten ihm Prost, Nelson Piquet, Patrick Tambay, Riccardo Patrese und Eddie Cheever.

### Rennen
Arnoux setzte seine Startposition in eine Führung vor Patrese, Prost und Piquet um. Lediglich von der 35. bis zur 38. Runde lag mit Patrese ein anderer Pilot an der Spitze, nachdem Arnoux durch einen Boxenstopp kurzzeitig auf den vierten Rang zurückgefallen war. Dadurch, dass auch die übrigen Fahrer Boxenstopps einlegten, gelangte Arnoux wieder an die Spitze und siegte souverän. Ein Getriebeschaden in Runde 57 verhinderte, dass Patrese Zweiter wurde. Stattdessen belegte am Ende Cheever diesen Rang vor Tambay. Keke Rosberg, Prost und John Watson waren die übrigen Punktegewinner des Tages.

## Meldeliste
| Team                           | Nr. | Fahrer             | Chassis         | Motor                    | Reifen |
| ------------------------------ | --- | ------------------ | --------------- | ------------------------ | ------ |
| TAG Williams Team              | 01  | Keke Rosberg       | Williams FW08C  | Ford Cosworth DFV 3.0 V8 | G      |
| TAG Williams Team              | 02  | Jacques Laffite    | Williams FW08C  | Ford Cosworth DFV 3.0 V8 | G      |
| Benetton Tyrrell Team          | 03  | Michele Alboreto   | Tyrrell 011B    | Ford Cosworth DFV 3.0 V8 | G      |
| Benetton Tyrrell Team          | 04  | Danny Sullivan     | Tyrrell 011B    | Ford Cosworth DFV 3.0 V8 | G      |
| Fila Sport                     | 05  | Nelson Piquet      | Brabham BT52    | BMW M12/13 1.5 L4t       | M      |
| Fila Sport                     | 06  | Riccardo Patrese   | Brabham BT52    | BMW M12/13 1.5 L4t       | M      |
| Marlboro McLaren International | 07  | John Watson        | McLaren MP4/1C  | Ford Cosworth DFV 3.0 V8 | M      |
| Marlboro McLaren International | 08  | Niki Lauda         | McLaren MP4/1C  | Ford Cosworth DFV 3.0 V8 | M      |
| Team ATS                       | 09  | Manfred Winkelhock | ATS D6          | BMW M12/13 1.5 L4t       | G      |
| John Player Team Lotus         | 11  | Elio de Angelis    | Lotus 93T       | Renault EF1 1.5 V6t      | P      |
| John Player Team Lotus         | 12  | Nigel Mansell      | Lotus 92        | Ford Cosworth DFV 3.0 V8 | P      |
| Équipe Renault Elf             | 15  | Alain Prost        | Renault RE40    | Renault EF1 1.5 V6t      | M      |
| Équipe Renault Elf             | 16  | Eddie Cheever      | Renault RE40    | Renault EF1 1.5 V6t      | M      |
| RAM Automotive Team March      | 17  | Jacques Villeneuve | RAM 01          | Ford Cosworth DFV 3.0 V8 | P      |
| Marlboro Team Alfa Romeo       | 22  | Andrea de Cesaris  | Alfa Romeo 183T | Alfa Romeo 890T 1.5 V8t  | M      |
| Marlboro Team Alfa Romeo       | 23  | Mauro Baldi        | Alfa Romeo 183T | Alfa Romeo 890T 1.5 V8t  | M      |
| Équipe Ligier Gitanes          | 25  | Jean-Pierre Jarier | Ligier JS21     | Ford Cosworth DFV 3.0 V8 | M      |
| Équipe Ligier Gitanes          | 26  | Raul Boesel        | Ligier JS21     | Ford Cosworth DFV 3.0 V8 | M      |
| Scuderia Ferrari SpA SEFAC     | 27  | Patrick Tambay     | Ferrari 126C2B  | Ferrari 021 1.5 V6t      | G      |
| Scuderia Ferrari SpA SEFAC     | 28  | René Arnoux        | Ferrari 126C2B  | Ferrari 021 1.5 V6t      | G      |
| Arrows Racing Team             | 29  | Marc Surer         | Arrows A6       | Ford Cosworth DFV 3.0 V8 | G      |
| Arrows Racing Team             | 30  | Thierry Boutsen    | Arrows A6       | Ford Cosworth DFV 3.0 V8 | G      |
| Osella Squadra Corse           | 31  | Corrado Fabi       | Osella FA1D     | Ford Cosworth DFV 3.0 V8 | M      |
| Osella Squadra Corse           | 32  | Piercarlo Ghinzani | Osella FA1E     | Alfa Romeo 1260 3.0 V12  | M      |
| Theodore Racing Team           | 33  | Roberto Guerrero   | Theodore N183   | Ford Cosworth DFV 3.0 V8 | G      |
| Theodore Racing Team           | 34  | Johnny Cecotto     | Theodore N183   | Ford Cosworth DFV 3.0 V8 | G      |
| Candy Toleman Motorsport       | 35  | Derek Warwick      | Toleman TG183B  | Hart 415T 1.5 L4t        | P      |
| Candy Toleman Motorsport       | 36  | Bruno Giacomelli   | Toleman TG183B  | Hart 415T 1.5 L4t        | P      |

## Klassifikationen

### Qualifying
| Pos. | Fahrer             | Konstrukteur      | Qualifikationstraining 1 | Qualifikationstraining 1 | Qualifikationstraining 2 | Qualifikationstraining 2 | Start |
| Pos. | Fahrer             | Konstrukteur      | Zeit                     | Ø-Geschwindigkeit        | Zeit                     | Ø-Geschwindigkeit        | Start |
| ---- | ------------------ | ----------------- | ------------------------ | ------------------------ | ------------------------ | ------------------------ | ----- |
| 01   | René Arnoux        | Ferrari           | 1:28,984                 | 178,414 km/h             | 1:28,729                 | 178,927 km/h             | 01    |
| 02   | Alain Prost        | Renault           | 1:29,942                 | 176,514 km/h             | 1:28,830                 | 178,723 km/h             | 02    |
| 03   | Nelson Piquet      | Brabham-BMW       | 1:30,366                 | 175,686 km/h             | 1:28,887                 | 178,609 km/h             | 03    |
| 04   | Patrick Tambay     | Ferrari           | 1:28,992                 | 178,398 km/h             | 1:29,658                 | 177,073 km/h             | 04    |
| 05   | Riccardo Patrese   | Brabham-BMW       | 1:31,227                 | 174,027 km/h             | 1:29,549                 | 177,288 km/h             | 05    |
| 06   | Eddie Cheever      | Renault           | 1:30,255                 | 175,902 km/h             | 1:29,863                 | 176,669 km/h             | 06    |
| 07   | Manfred Winkelhock | ATS-BMW           | 1:31,756                 | 173,024 km/h             | 1:30,966                 | 174,527 km/h             | 07    |
| 08   | Andrea de Cesaris  | Alfa Romeo        | 1:31,813                 | 172,917 km/h             | 1:31,173                 | 174,130 km/h             | 08    |
| 09   | Keke Rosberg       | Williams-Ford     | 1:31,583                 | 173,351 km/h             | 1:31,480                 | 173,546 km/h             | 09    |
| 10   | Bruno Giacomelli   | Toleman-Hart      | 1:32,208                 | 172,176 km/h             | 1:31,586                 | 173,345 km/h             | 10    |
| 11   | Elio de Angelis    | Lotus-Renault     | 1:33,231                 | 170,287 km/h             | 1:31,822                 | 172,900 km/h             | 11    |
| 12   | Derek Warwick      | Toleman-Hart      | 1:32,351                 | 171,909 km/h             | 1:32,116                 | 172,348 km/h             | 12    |
| 13   | Jacques Laffite    | Williams-Ford     | 1:32,185                 | 172,219 km/h             | 1:32,632                 | 171,388 km/h             | 13    |
| 14   | Marc Surer         | Arrows-Ford       | 1:32,931                 | 170,836 km/h             | 1:32,540                 | 171,558 km/h             | 14    |
| 15   | Thierry Boutsen    | Arrows-Ford       | 1:32,643                 | 171,368 km/h             | 1:32,576                 | 171,492 km/h             | 15    |
| 16   | Jean-Pierre Jarier | Ligier-Ford       | 1:34,403                 | 168,173 km/h             | 1:32,642                 | 171,369 km/h             | 16    |
| 17   | Michele Alboreto   | Tyrrell-Ford      | 1:33,664                 | 169,499 km/h             | 1:33,175                 | 170,389 km/h             | 17    |
| 18   | Nigel Mansell      | Lotus-Ford        | 1:33,588                 | 169,637 km/h             | 1:34,010                 | 168,876 km/h             | 18    |
| 19   | Niki Lauda         | McLaren-Ford      | 1:34,452                 | 168,085 km/h             | 1:33,671                 | 169,487 km/h             | 19    |
| 20   | John Watson        | McLaren-Ford      | 1:34,008                 | 168,879 km/h             | 1:33,705                 | 169,425 km/h             | 20    |
| 21   | Roberto Guerrero   | Theodore-Ford     | 1:35,283                 | 166,619 km/h             | 1:33,721                 | 169,396 km/h             | 21    |
| 22   | Danny Sullivan     | Tyrrell-Ford      | 1:34,680                 | 167,681 km/h             | 1:33,791                 | 169,270 km/h             | 22    |
| 23   | Johnny Cecotto     | Theodore-Ford     | 1:36,260                 | 164,928 km/h             | 1:34,314                 | 168,331 km/h             | 23    |
| 24   | Raul Boesel        | Ligier-Ford       | 1:34,967                 | 167,174 km/h             | 1:34,486                 | 168,025 km/h             | 24    |
| 25   | Corrado Fabi       | Osella-Ford       | 1:35,554                 | 166,147 km/h             | 1:34,544                 | 167,922 km/h             | 25    |
| 26   | Mauro Baldi        | Alfa Romeo        | 1:34,988                 | 167,137 km/h             | 1:34,755                 | 167,548 km/h             | 26    |
| DNQ  | Jacques Villeneuve | RAM-Ford          | 1:37,858                 | 162,235 km/h             | 1:35,133                 | 166,882 km/h             | –     |
| DNQ  | Piercarlo Ghinzani | Osella-Alfa Romeo | 1:35,493                 | 166,253 km/h             | 1:35,171                 | 166,816 km/h             | –     |

### Rennen
| Pos. | Fahrer             | Konstrukteur  | Runden | Stopps | Zeit        | Start | Schnellste Runde |
| ---- | ------------------ | ------------- | ------ | ------ | ----------- | ----- | ---------------- |
| 01   | René Arnoux        | Ferrari       | 70     | 1      | 1:48:31,838 | 01    | 1:31,041         |
| 02   | Eddie Cheever      | Renault       | 70     | 1      | + 42,029    | 06    | 1:31,504         |
| 03   | Patrick Tambay     | Ferrari       | 70     | 1      | + 52,610    | 04    | 1:30,851 (42.)   |
| 04   | Keke Rosberg       | Williams-Ford | 70     | 1      | + 1:17,048  | 09    | 1:31,785         |
| 05   | Alain Prost        | Renault       | 69     | 2      | + 1 Runde   | 02    | 1:31,497         |
| 06   | John Watson        | McLaren-Ford  | 69     | 0      | + 1 Runde   | 20    | 1:33,229         |
| 07   | Thierry Boutsen    | Arrows-Ford   | 69     | 0      | + 1 Runde   | 15    | 1:32,898         |
| 08   | Michele Alboreto   | Tyrrell-Ford  | 68     | 0      | + 2 Runden  | 17    | 1:34,364         |
| 09   | Manfred Winkelhock | ATS-BMW       | 67     | 2      | + 3 Runden  | 07    | 1:33,834         |
| 10   | Mauro Baldi        | Alfa Romeo    | 67     | 1      | + 3 Runden  | 26    | 1:34,785         |
| –    | Riccardo Patrese   | Brabham-BMW   | 57     | 1      | DNF         | 05    | 1:31,400         |
| –    | Derek Warwick      | Toleman-Hart  | 47     | 2      | DNF         | 12    | 1:34,432         |
| –    | Nigel Mansell      | Lotus-Ford    | 44     | 6      | DNF         | 18    | 1:36,026         |
| –    | Bruno Giacomelli   | Toleman-Hart  | 43     | 1      | DNF         | 10    | 1:33,962         |
| –    | Andrea de Cesaris  | Alfa Romeo    | 43     | 1      | DNF         | 08    | 1:34,350         |
| –    | Jacques Laffite    | Williams-Ford | 38     | 1      | DNF         | 13    | 1:32,607         |
| –    | Raul Boesel        | Ligier-Ford   | 32     | 0      | DNF         | 24    | 1:35,909         |
| –    | Roberto Guerrero   | Theodore-Ford | 27     | 0      | DNF         | 21    | 1:34,996         |
| –    | Corrado Fabi       | Osella-Ford   | 27     | 1      | DNF         | 25    | 1:36,650         |
| –    | Johnny Cecotto     | Theodore-Ford | 18     | 0      | DNF         | 23    | 1:35,343         |
| –    | Nelson Piquet      | Brabham-BMW   | 16     | 0      | DNF         | 03    | 1:31,733         |
| –    | Niki Lauda         | McLaren-Ford  | 11     | 0      | DNF         | 19    | 1:36,071         |
| –    | Elio de Angelis    | Lotus-Renault | 2      | 0      | DNF         | 11    | 1:48,434         |
| –    | Marc Surer         | Arrows-Ford   | 0      | 0      | DNF         | 14    | –                |
| –    | Jean-Pierre Jarier | Ligier-Ford   | 0      | 0      | DNF         | 16    | –                |
| DSQ  | Danny Sullivan     | Tyrrell-Ford  | 68     | 1      | + 2 Runden  | 22    | 1:32,589         |

## WM-Stände nach dem Rennen
Die ersten sechs des Rennens bekamen 9, 6, 4, 3, 2 bzw. 1 Punkt(e). In der Fahrerwertung wurden die besten elf Resultate, in der Konstrukteurswertung alle Resultate gewertet.

### Fahrerwertung
| Pos. | Fahrer           | Konstrukteur  | Punkte |
| ---- | ---------------- | ------------- | ------ |
| 01   | Alain Prost      | Renault       | 30     |
| 02   | Nelson Piquet    | Brabham-BMW   | 27     |
| 03   | Patrick Tambay   | Ferrari       | 27     |
| 04   | Keke Rosberg     | Williams-Ford | 25     |
| 05   | René Arnoux      | Ferrari       | 17     |
| 06   | John Watson      | McLaren-Ford  | 16     |
| 07   | Eddie Cheever    | Renault       | 14     |
| 08   | Niki Lauda       | McLaren-Ford  | 10     |
| 09   | Jacques Laffite  | Williams-Ford | 10     |
| 10   | Michele Alboreto | Tyrrell-Ford  | 9      |
| 11   | Marc Surer       | Arrows-Ford   | 4      |
| 12   | Danny Sullivan   | Tyrrell-Ford  | 2      |
| 13   | Johnny Cecotto   | Theodore-Ford | 1      |
| 14   | Mauro Baldi      | Alfa Romeo    | 1      |
| 15   | Nigel Mansell    | Lotus-Ford    | 1      |

| Pos. | Fahrer             | Konstrukteur      | Punkte |
| ---- | ------------------ | ----------------- | ------ |
| 16   | Thierry Boutsen    | Arrows-Ford       | 0      |
| 17   | Chico Serra        | Arrows-Ford       | 0      |
| 18   | Derek Warwick      | Toleman-Hart      | 0      |
| 19   | Raul Boesel        | Ligier-Ford       | 0      |
| 20   | Bruno Giacomelli   | Toleman-Hart      | 0      |
| 21   | Jean-Pierre Jarier | Ligier-Ford       | 0      |
| 22   | Elio de Angelis    | Alfa Romeo        | 0      |
| 23   | Manfred Winkelhock | ATS-BMW           | 0      |
| 24   | Riccardo Patrese   | Brabham-BMW       | 0      |
| 25   | Andrea de Cesaris  | Alfa Romeo        | 0      |
| 26   | Eliseo Salazar     | RAM-Ford          | 0      |
| –    | Roberto Guerrero   | Theodore-Ford     | 0      |
| –    | Corrado Fabi       | Osella-Ford       | 0      |
| –    | Alan Jones         | Arrows-Ford       | 0      |
| –    | Piercarlo Ghinzani | Osella-Alfa Romeo | 0      |

### Konstrukteurswertung
| Pos. | Konstrukteur  | Punkte |
| ---- | ------------- | ------ |
| 01   | Renault       | 44     |
| 02   | Ferrari       | 44     |
| 03   | Williams-Ford | 35     |
| 04   | Brabham-BMW   | 27     |
| 05   | McLaren-Ford  | 26     |
| 06   | Tyrrell-Ford  | 11     |
| 07   | Arrows-Ford   | 4      |
| 08   | Theodore-Ford | 1      |

| Pos. | Konstrukteur            | Punkte |
| ---- | ----------------------- | ------ |
| 09   | Alfa Romeo              | 1      |
| 10   | Lotus-Ford              | 1      |
| 11   | Toleman-Hart            | 0      |
| 12   | Ligier-Ford             | 0      |
| 13   | ATS-BMW                 | 0      |
| 14   | RAM-Ford                | 0      |
| –    | Osella-Ford/-Alfa Romeo | 0      |